# Fagner Ribeiro da Costa
Fagner Ribeiro da Costa (Salvador, 24 augustus 1990) is een Braziliaans voormalig voetballer die als aanvaller speelde.

## Carrière
Fagner begon zijn carrière in 2005 bij Paraná STC en speelde tussen 2007 en 2009 voor Club Athletico Paranaense. Fagner speelde tussen 2009 en 2011 voor Montedio Yamagata, SC Corinthians Alagoano en Albirex Niigata.